# Regierung Stoltenberg II
Die Regierung Stoltenberg II bildete vom 17. Oktober 2005 bis zum 16. Oktober 2013 die Regierung Norwegens und wurde von Ministerpräsident Jens Stoltenberg von der sozialdemokratischen Arbeiderpartiet geführt. Die letzte personelle Veränderung erfolgte am 21. September 2012. Seit 2005 hatte Stoltenberg damit sämtliche Posten umbesetzt.
Nach einer Wahlniederlage der Regierungskoalition 2013 wurde die Regierung Stoltenberg durch die Regierung Solberg abgelöst.

## Regierungsmitglieder
| Amt | Minister                                                                                   | Zeitraum                               | Partei                    |
| --- | ------------------------------------------------------------------------------------------ | -------------------------------------- | ------------------------- |
| Ministerpräsident | Jens Stoltenberg                                                                           |                                        | Arbeiderpartiet           |
| Außenminister | Jonas Gahr Støre                                                                           | 17. Oktober 2005 – 21. September 2012  | Arbeiderpartiet           |
| Außenminister | Espen Barth Eide                                                                           | seit 21. September 2012                | Arbeiderpartiet           |
| Verteidigung | Anne-Grete Strøm-Erichsen                                                                  | 17. Oktober 2005 – 20. Oktober 2009    | Arbeiderpartiet           |
| Verteidigung | Grete Faremo                                                                               | 20. Oktober 2009 – 11. November 2011   | Arbeiderpartiet           |
| Verteidigung | Espen Barth Eide                                                                           | 11. November 2011 – 21. September 2012 | Arbeiderpartiet           |
| Verteidigung | Anne-Grete Strøm-Erichsen                                                                  | seit 21. September 2012                | Arbeiderpartiet           |
| Wirtschaft und Handel | Odd Eriksen                                                                                | 17. Oktober 2005 – 29. September 2006  | Arbeiderpartiet           |
| Wirtschaft und Handel | Dag Terje Andersen                                                                         | 29. September 2006 – 20. Juni 2008     | Arbeiderpartiet           |
| Wirtschaft und Handel | Sylvia Brustad                                                                             | 20. Juni 2008 – 20. Oktober 2009       | Arbeiderpartiet           |
| Wirtschaft und Handel | Trond Giske                                                                                | seit 20. Oktober 2009                  | Arbeiderpartiet           |
| Reformen, Verwaltung und Kirche Modernisierung (bis 31. Dezember 2005) Reformen und Verwaltung (bis 31. Dezember 2009)              | Heidi Grande Røys                                                                          | 17. Oktober 2005 – 20. Oktober 2009    | Sosialistisk Venstreparti |
| Reformen, Verwaltung und Kirche Modernisierung (bis 31. Dezember 2005) Reformen und Verwaltung (bis 31. Dezember 2009)              | Rigmor Aasrud                                                                              | seit 20. Oktober 2009                  | Arbeiderpartiet           |
| Finanzen | Kristin Halvorsen                                                                          | 17. Oktober 2005 – 20. Oktober 2009    | Sosialistisk Venstreparti |
| Finanzen | Sigbjørn Johnsen                                                                           | seit 20. Oktober 2009                  | Arbeiderpartiet           |
| Kommunen und Regionen | Åslaug Haga                                                                                | 17. Oktober 2005 – 21. September 2007  | Senterpartiet             |
| Kommunen und Regionen | Magnhild Meltveit Kleppa                                                                   | 21. September 2007 – 20. Oktober 2009  | Senterpartiet             |
| Kommunen und Regionen | Liv Signe Navarsete                                                                        | seit 20. Oktober 2009                  | Senterpartiet             |
| Gesundheit und Fürsorge | Sylvia Brustad                                                                             | 17. Oktober 2005 – 20. Juni 2008       | Arbeiderpartiet           |
| Gesundheit und Fürsorge | Bjarne Håkon Hanssen                                                                       | 20. Juni 2008 – 20. Oktober 2009       | Arbeiderpartiet           |
| Gesundheit und Fürsorge | Anne-Grete Strøm-Erichsen                                                                  | 20. Oktober 2009 – 21. September 2012  | Arbeiderpartiet           |
| Gesundheit und Fürsorge | Jonas Gahr Støre                                                                           | seit 21. September 2012                | Arbeiderpartiet           |
| Kultur Kultur und Kirche (bis 31. Dezember 2009)                                                                                    | Trond Giske                                                                                | 17. Oktober 2005 – 20. Oktober 2009    | Arbeiderpartiet           |
| Kultur Kultur und Kirche (bis 31. Dezember 2009)                                                                                    | Anniken Huitfeldt                                                                          | 20. Oktober 2009 – 21. September 2012  | Arbeiderpartiet           |
| Kultur Kultur und Kirche (bis 31. Dezember 2009)                                                                                    | Hadia Tajik                                                                                | seit 21. September 2012                | Arbeiderpartiet           |
| Arbeit | Bjarne Håkon Hanssen                                                                       | 17. Oktober 2005 – 20. Juni 2008       | Arbeiderpartiet           |
| Arbeit | Dag Terje Andersen                                                                         | 20. Juni 2008 – 2. Oktober 2009        | Arbeiderpartiet           |
| Arbeit | Hanne Bjurstrøm                                                                            | 21. Dezember 2009 – 21. September 2012 | Arbeiderpartiet           |
| Arbeit | Anniken Huitfeldt                                                                          | seit 21. September 2012                | Arbeiderpartiet           |
| Verkehr und Kommunikation | Liv Signe Navarsete                                                                        | 17. Oktober 2005 – 20. Oktober 2009    | Senterpartiet             |
| Verkehr und Kommunikation | Magnhild Meltveit Kleppa                                                                   | seit 20. Oktober 2009 – 18. Juni 2012  | Senterpartiet             |
| Verkehr und Kommunikation | Marit Arnstad                                                                              | seit 18. Juni 2012                     | Senterpartiet             |
| Fischerei und Küsten | Helga Pedersen                                                                             | 17. Oktober 2005 – 2. Oktober 2009     | Arbeiderpartiet           |
| Fischerei und Küsten | Lisbeth Berg-Hansen                                                                        | seit 20. Oktober 2009                  | Arbeiderpartiet           |
| Entwicklungszusammenarbeit im Außenministerium                                                                                      | Erik Solheim                                                                               | 17. Oktober 2005 – 23. März 2012       | Sosialistisk Venstreparti |
| Entwicklungszusammenarbeit im Außenministerium                                                                                      | Heikki Holmås                                                                              | seit 23. März 2012                     | Sosialistisk Venstreparti |
| Umweltschutz | Helen Bjørnøy                                                                              | 17. Oktober 2005 – 18. Oktober 2007    | Sosialistisk Venstreparti |
| Umweltschutz | Erik Solheim                                                                               | 18. Oktober 2007 – 23. März 2012       | Sosialistisk Venstreparti |
| Umweltschutz | Bård Vegar Solhjell                                                                        | seit 23. März 2012                     | Sosialistisk Venstreparti |
| Landwirtschaft und Ernährung | Terje Riis-Johansen                                                                        | 17. Oktober 2005 – 20. Juni 2008       | Senterpartiet             |
| Landwirtschaft und Ernährung | Lars Peder Brekk                                                                           | 20. Juni 2008 – 18. Juni 2012          | Senterpartiet             |
| Landwirtschaft und Ernährung | Trygve Slagsvold Vedum                                                                     | seit 18. Juni 2012                     | Senterpartiet             |
| Justiz und Bereitschaftsdienste Justiz und Polizei (bis 31. Dezember 2011)                                                          | Knut Storberget                                                                            | 17. Oktober 2005 – 11. November 2011   | Arbeiderpartiet           |
| Justiz und Bereitschaftsdienste Justiz und Polizei (bis 31. Dezember 2011)                                                          | Grete Faremo                                                                               | seit 11. November 2011                 | Arbeiderpartiet           |
| Kinder, Gleichstellung und Integration Kinder und Familie (bis 31. Dezember 2005) Kinder und Gleichstellung (bis 31. Dezember 2009) | Karita Bekkemellem                                                                         | 17. Oktober 2005 – 18. Oktober 2007    | Arbeiderpartiet           |
| Kinder, Gleichstellung und Integration Kinder und Familie (bis 31. Dezember 2005) Kinder und Gleichstellung (bis 31. Dezember 2009) | Manuela Ramin-Osmundsen                                                                    | 18. Oktober 2007 – 15. Februar 2008    | Arbeiderpartiet           |
| Kinder, Gleichstellung und Integration Kinder und Familie (bis 31. Dezember 2005) Kinder und Gleichstellung (bis 31. Dezember 2009) | Anniken Huitfeldt                                                                          | 29. Februar 2008 – 20. Oktober 2009    | Arbeiderpartiet           |
| Kinder, Gleichstellung und Integration Kinder und Familie (bis 31. Dezember 2005) Kinder und Gleichstellung (bis 31. Dezember 2009) | Audun Lysbakken                                                                            | 20. Oktober 2009 – 5. März 2012        | Sosialistisk Venstreparti |
| Kinder, Gleichstellung und Integration Kinder und Familie (bis 31. Dezember 2005) Kinder und Gleichstellung (bis 31. Dezember 2009) | Inga Marte Thorkildsen                                                                     | seit 23. März 2012                     | Sosialistisk Venstreparti |
| Öl und Energie | Odd Roger Enoksen                                                                          | 17. Oktober 2005 – 21. September 2007  | Senterpartiet             |
| Öl und Energie | Åslaug Haga                                                                                | 21. September 2007 – 20. Juni 2008     | Senterpartiet             |
| Öl und Energie | Terje Riis-Johansen                                                                        | 20. Juni 2008 – 4. März 2011           | Senterpartiet             |
| Öl und Energie | Ola Borten Moe                                                                             | seit 4. März 2011                      | Senterpartiet             |
| Wissenschaft Ausbildung und Forschung (bis 31. Dezember 2005)                                                                       | Øystein Djupedal                                                                           | 17. Oktober 2005 – 18. Oktober 2007    | Sosialistisk Venstreparti |
| Wissenschaft Ausbildung und Forschung (bis 31. Dezember 2005)                                                                       | Tora Aasland Forschung und Hochschulen                                                     | 18. Oktober 2007 – 23. März 2012       | Sosialistisk Venstreparti |
| Wissenschaft Ausbildung und Forschung (bis 31. Dezember 2005)                                                                       | Bård Vegar Solhjell Unterricht und Kindergärten                                            | 18. Oktober 2007 – 20. Oktober 2009    | Sosialistisk Venstreparti |
| Wissenschaft Ausbildung und Forschung (bis 31. Dezember 2005)                                                                       | Kristin Halvorsen Unterricht und Kindergärten ab 2012 zusätzlich Forschung und Hochschulen | seit 20. Oktober 2009                  | Sosialistisk Venstreparti |
| Staatskanzlei | Karl Eirik Schjøtt-Pedersen                                                                | seit 20. Oktober 2009                  | Arbeiderpartiet           |

## Trivia
Als Regierung Stoltenberg III oder sein drittes Kabinett wird fälschlich die von Ministerpräsident Jens Stoltenberg geführte Regierung nach seiner Wiederwahl 2009 bezeichnet. Diese Zählung beruht auf den Gepflogenheiten vieler Staaten, dass eine Regierung nach der Neuwahl des Parlaments zurücktritt und ein neues Kabinett berufen wird. Die norwegische Verfassung wählt ein anderes Verfahren: Der Regierungschef bleibt bei entsprechenden parlamentarischen Mehrheitsverhältnissen im Amt, und seine Amtszeit ist für die offizielle Zählung der Kabinette ausschlaggebend.

## Weblink
- Regjeringen.no Offizielle Internetpräsenz der norwegischen Regierung